# Saison 2021-2022 des Warriors de Golden State
La saison 2021-2022 des Warriors de Golden State est la 76e saison de la franchise en NBA et la 60e dans la région de la baie de San Francisco.
Le 20 août 2021, la ligue annonce que la saison régulière démarre le 19 octobre 2021, avec un format typique de 82 matchs.
Le 14 décembre 2021, Stephen Curry a battu le record du nombre de tirs à trois points inscrits en carrière contre les Knicks de New York pour atteindre 2,977 paniers inscrits, dépassant Ray Allen qui possède un total de 2,973 tirs réussis en carrière.
Le 9 janvier 2022, Klay Thompson réalise son retour sur les parquets contre les Cavaliers de Cleveland après deux saisons blanches, soit 941 jours d'absence, en raison d'une déchirure du LCA du genou gauche et une rupture du tendon d’Achille droit.
Stephen Curry, Andrew Wiggins et Draymond Green sont tous les trois nommés au NBA All-Star Game 2022, cependant, Green n’a pas joué pour cause de blessure. À cette occasion, Curry est élu MVP du NBA All-Star Game. C’est la cinquième fois qu’un joueur des Warriors reçoit la distinction. Il a inscrit 50 points et établi le record de tirs à trois points inscrits dans un All-Star Game, avec 16 tirs primés.
Les Warriors ont débuté leur saison avec un bilan de 41-13 jusque février, mais ont ensuite enchaîné 16 défaites en 23 matchs en raison de plusieurs blessures. Ils terminent tout de même la saison régulière avec la seconde place de leur division et la 3e place de la conférence Ouest. Lors du premier tour des playoffs, les Warriors ont battu les Nuggets de Denver en cinq matchs. En demi-finale de conférence, les Warriors ont battu les Grizzlies de Memphis en six matchs. Ils ont ensuite battu les Mavericks de Dallas en finale de conférence en cinq matchs, remportant le titre de champion de la conférence Ouest pour la septième fois de leur histoire et la sixième fois en huit ans. Curry remporte le titre de MVP de la finale de conférence Ouest. Les Warriors, dirigés par Steve Kerr, n’ont jamais perdu une série de playoffs au sein de leur conférence, remportant l'ensemble de leurs 18 confrontations. Golden State a affronté les Celtics de Boston en Finales NBA dans une revanche de la finale de 1964, au cours de laquelle les Celtics ont battu les Warriors de San Francisco en cinq matchs. Les Warriors ont cette fois-ci battu les Celtics au terme de six matchs pour remporter leur quatrième titre de champion en huit ans, leur septième au total. Curry est nommé MVP des Finales NBA à l'issue de la série.

## Draft
| Tour | Choix | Joueur           | Poste | Nationalité                      | Provenance               |
| ---- | ----- | ---------------- | ----- | -------------------------------- | ------------------------ |
| 1    | 7     | Jonathan Kuminga | SF    | République démocratique du Congo | NBA G League Ignite      |
| 1    | 14    | Moses Moody      | SG    | États-Unis                       | Razorbacks de l'Arkansas |

## Matchs

### Summer League
| Summer League Total: 3-4 |

| Match | Date match | Équipe     | Score        | Meilleur marqueur | Meilleur rebondeur | Meilleur passeur       | Lieux           | Série |
| ----- | ---------- | ---------- | ------------ | ----------------- | ------------------ | ---------------------- | --------------- | ----- |
| 1     | 3 août     | Sacramento | V 89-82 (OT) | Jeff Dowtin (21)  | Selom Mawugbe (10) | Jaquori McLaughlin (5) | Golden 1 Center | 1 - 0 |
| 2     | 4 août     | Miami      | D 87-94      | Moses Moody (19)  | Gary Payton II (8) | Jeff Dowtin (5)        | Golden 1 Center | 1 - 1 |

| Match | Date match | Équipe              | Score        | Meilleur marqueur     | Meilleur rebondeur     | Meilleur passeur       | Lieux                | Série |
| ----- | ---------- | ------------------- | ------------ | --------------------- | ---------------------- | ---------------------- | -------------------- | ----- |
| 1     | 9 août     | Orlando             | D 89-91 (OT) | Jonathan Kuminga (16) | Gary Payton II (8)     | McLaughlin, Ross (4)   | Thomas & Mack Center | 0 - 1 |
| 2     | 11 août    | Toronto             | V 90-84      | Jonathan Kuminga (18) | JaQuori McLaughlin (7) | JaQuori McLaughlin (6) | Thomas & Mack Center | 1 - 1 |
| 3     | 13 août    | Oklahoma City       | V 94-84      | Moses Moody (22)      | Gary Payton II (8)     | Gary Payton II (6)     | Cox Pavilion         | 2 - 1 |
| 4     | 15 août    | La Nouvelle-Orléans | D 79-80 (OT) | Jonathan Kuminga (17) | Jonathan Kuminga (8)   | JaQuori McLaughlin (8) | Cox Pavilion         | 2 - 2 |
| 5     | 17 août    | L.A. Lakers         | D 76-84      | Justinian Jessup (18) | Cameron Oliver (10)    | JaQuori McLaughlin (7) | Thomas & Mack Center | 2 - 3 |

### Pré-saison
| Pré-saison Total: 5-0 (Domicile : 3-0; Extérieur : 2-0) |

| Match | Date match | Équipe        | Score     | Meilleur marqueur  | Meilleur rebondeur | Meilleur passeur          | Lieux Spectateurs     | Série |
| ----- | ---------- | ------------- | --------- | ------------------ | ------------------ | ------------------------- | --------------------- | ----- |
| 1     | 4 octobre  | @ Portland    | V 121-107 | Jordan Poole (30)  | Andre Iguodala (6) | Nemanja Bjelica (6)       | Moda Center 13 936    | 1 - 0 |
| 2     | 6 octobre  | Denver        | V 118-116 | Jordan Poole (17)  | Otto Porter (9)    | Juan Toscano-Anderson (5) | Chase Center 16 923   | 2 - 0 |
| 3     | 8 octobre  | L.A. Lakers   | V 121-114 | Stephen Curry (30) | Trois joueurs (6)  | Draymond Green (7)        | Chase Center 18 064   | 3 - 0 |
| 4     | 12 octobre | @ L.A. Lakers | V 111-99  | Jordan Poole (18)  | Lee, Porter (9)    | Andre Iguodala (5)        | Staples Center 11 526 | 4 - 0 |
| 5     | 15 octobre | Portland      | V 119-97  | Stephen Curry (41) | Stephen Curry (9)  | Draymond Green (7)        | Chase Center 18 064   | 5 - 0 |

### Saison régulière
| Saison régulière Total: 53-29 (Domicile : 31-10; Extérieur : 22-19) |

| Match | Date match | Équipe          | Score          | Meilleur marqueur  | Meilleur rebondeur   | Meilleur passeur   | Lieux Spectateurs      | Série |
| ----- | ---------- | --------------- | -------------- | ------------------ | -------------------- | ------------------ | ---------------------- | ----- |
| 1     | 19 octobre | @ L.A. Lakers   | V 121-114      | Stephen Curry (21) | Nemanja Bjelica (11) | Stephen Curry (10) | Staples Center 18 997  | 1 - 0 |
| 2     | 21 octobre | L.A. Clippers   | V 115-113      | Stephen Curry (45) | Stephen Curry (10)   | Draymond Green (7) | Chase Center 18 064    | 2 - 0 |
| 3     | 24 octobre | @ Sacramento    | V 119-107      | Stephen Curry (27) | Otto Porter (9)      | Stephen Curry (10) | Golden 1 Center 13 876 | 3 - 0 |
| 4     | 26 octobre | @ Oklahoma City | V 106-98       | Stephen Curry (23) | Draymond Green (9)   | Draymond Green (8) | Paycom Center 15 717   | 4 - 0 |
| 5     | 28 octobre | Memphis         | D 101-104 (OT) | Stephen Curry (36) | Draymond Green (12)  | Stephen Curry (8)  | Chase Center 18 064    | 4 - 1 |
| 6     | 30 octobre | Oklahoma City   | V 103-82       | Stephen Curry (20) | Draymond Green (11)  | Draymond Green (8) | Chase Center 18 064    | 5 - 1 |

| Match | Date match  | Équipe              | Score     | Meilleur marqueur   | Meilleur rebondeur  | Meilleur passeur          | Lieux Spectateurs                 | Série  |
| ----- | ----------- | ------------------- | --------- | ------------------- | ------------------- | ------------------------- | --------------------------------- | ------ |
| 7     | 3 novembre  | Charlotte           | V 114-92  | Jordan Poole (31)   | Draymond Green (10) | Stephen Curry (9)         | Chase Center 18 064               | 6 - 2  |
| 8     | 5 novembre  | La Nouvelle-Orléans | V 126-85  | Jordan Poole (26)   | Draymond Green (8)  | Andre Iguodala (10)       | Chase Center 18 064               | 7 - 2  |
| 9     | 7 novembre  | Houston             | V 120-107 | Jordan Poole (25)   | Otto Porter (9)     | Draymond Green (9)        | Chase Center 18 064               | 8 - 2  |
| 10    | 8 novembre  | Atlanta             | V 127-113 | Stephen Curry (50)  | Curry, Green (7)    | Stephen Curry (10)        | Chase Center 18 064               | 9 - 1  |
| 11    | 10 novembre | Minnesota           | V 123-110 | Andrew Wiggins (35) | Kevon Looney (17)   | Andre Iguodala (8)        | Chase Center 18 064               | 10 - 1 |
| 12    | 12 novembre | Chicago             | V 119-93  | Stephen Curry (40)  | Kevon Looney (10)   | Draymond Green (7)        | Chase Center 18 064               | 11 - 1 |
| 13    | 14 novembre | @ Charlotte         | D 102-106 | Andrew Wiggins (28) | Kevon Looney (8)    | Stephen Curry (10)        | Spectrum Center 19 559            | 11 - 2 |
| 14    | 16 novembre | @ Brooklyn          | V 117-99  | Stephen Curry (37)  | Stephen Curry (7)   | Draymond Green (8)        | Barclays Center 17 732            | 12 - 2 |
| 15    | 18 novembre | @ Cleveland         | V 104-89  | Stephen Curry (40)  | Lee, Payton II (6)  | Draymond Green (14)       | Rocket Mortgage FieldHouse 19 432 | 13 - 2 |
| 16    | 19 novembre | @ Détroit           | V 105-102 | Jordan Poole (32)   | Kevon Looney (12)   | Juan Toscano-Anderson (9) | Little Caesars Arena 20 088       | 14 - 2 |
| 17    | 21 novembre | Toronto             | V 119-104 | Jordan Poole (33)   | Draymond Green (14) | Curry, Green (8)          | Chase Center 18 064               | 15 - 2 |
| 18    | 24 novembre | Philadelphie        | V 116-96  | Stephen Curry (25)  | Draymond Green (9)  | Stephen Curry (10)        | Chase Center 18 064               | 16 - 2 |
| 19    | 26 novembre | Portland            | V 118-103 | Stephen Curry (32)  | Draymond Green (8)  | Draymond Green (12)       | Chase Center 18 064               | 17 - 2 |
| 20    | 28 novembre | @ L.A. Clippers     | V 105-90  | Stephen Curry (33)  | Otto Porter (10)    | Draymond Green (7)        | Staples Center 19 068             | 18 - 2 |
| 21    | 30 novembre | @ Phoenix           | D 96-104  | Jordan Poole (28)   | Draymond Green (11) | Draymond Green (5)        | Footprint Center 17 071           | 18 - 3 |

| Match | Date match  | Équipe         | Score     | Meilleur marqueur     | Meilleur rebondeur         | Meilleur passeur    | Lieux Spectateurs            | Série  |
| ----- | ----------- | -------------- | --------- | --------------------- | -------------------------- | ------------------- | ---------------------------- | ------ |
| 22    | 3 décembre  | Phoenix        | V 118-96  | Stephen Curry (23)    | Draymond Green (9)         | Draymond Green (9)  | Chase Center 18 064          | 19 - 3 |
| 23    | 4 décembre  | San Antonio    | D 107-112 | Stephen Curry (27)    | Curry, Green (8)           | Draymond Green (9)  | Chase Center 18 064          | 19 - 4 |
| 24    | 6 décembre  | Orlando        | V 126-95  | Stephen Curry (31)    | Green, Poole (7)           | Stephen Curry (8)   | Chase Center 18 064          | 20 - 4 |
| 25    | 8 décembre  | Portland       | V 104-94  | Stephen Curry (22)    | Draymond Green (10)        | Draymond Green (8)  | Chase Center 18 064          | 21 - 4 |
| 26    | 11 décembre | @ Philadelphie | D 93-102  | Jordan Poole (23)     | Stephen Curry (9)          | Stephen Curry (5)   | Wells Fargo Center 21 016    | 21 - 5 |
| 27    | 13 décembre | @ Indiana      | V 102-100 | Stephen Curry (26)    | Draymond Green (9)         | Stephen Curry (6)   | Gainbridge Fieldhouse 17 018 | 22 - 5 |
| 28    | 14 décembre | @ New York     | V 105-96  | Stephen Curry (22)    | Draymond Green (11)        | Draymond Green (7)  | Madison Square Garden 19 812 | 23 - 5 |
| 29    | 17 décembre | @ Boston       | V 111-107 | Stephen Curry (30)    | Kevon Looney (10)          | Draymond Green (8)  | TD Garden 19 156             | 24 - 5 |
| 30    | 18 décembre | @ Toronto      | D 100-119 | Jonathan Kuminga (26) | Juan Toscano-Anderson (10) | Chris Chiozza (7)   | Scotiabank Arena 7 988       | 24 - 6 |
| 31    | 20 décembre | Sacramento     | V 113-98  | Stephen Curry (30)    | Draymond Green (11)        | Draymond Green (10) | Chase Center 18 064          | 25 - 6 |
| 32    | 23 décembre | Memphis        | V 113-104 | Stephen Curry (46)    | Otto Porter (9)            | Draymond Green (9)  | Chase Center 18 064          | 26 - 6 |
| 33    | 25 décembre | @ Phoenix      | V 116-107 | Stephen Curry (33)    | Kevon Looney (10)          | Draymond Green (10) | Footprint Center 17 071      | 27 - 6 |
| 34    | 28 décembre | Denver         | D 86-89   | Stephen Curry (23)    | Bjelica, Wiggins (8)       | Curry, Iguodala (4) | Chase Center 18 064          | 27 - 7 |
| -     | 30 décembre | @ Denver       | Reporté   | Reporté               | Reporté                    | Reporté             | Ball Arena                   | -      |

| Match | Date match  | Équipe                | Score          | Meilleur marqueur     | Meilleur rebondeur   | Meilleur passeur    | Lieux Spectateurs               | Série   |
| ----- | ----------- | --------------------- | -------------- | --------------------- | -------------------- | ------------------- | ------------------------------- | ------- |
| 35    | 1er janvier | @ Utah                | V 123-116      | Stephen Curry (28)    | Trois joueurs (7)    | Stephen Curry (9)   | Vivint Smart Home Arena 18 306  | 28 - 7  |
| 36    | 3 janvier   | Miami                 | V 115-108      | Jordan Poole (32)     | Draymond Green (8)   | Draymond Green (13) | Chase Center 18 064             | 29 - 7  |
| 37    | 5 janvier   | @ Dallas              | D 82-99        | Andrew Wiggins (17)   | Gary Payton II (11)  | Stephen Curry (5)   | American Airlines Center 20 441 | 29 - 8  |
| 38    | 6 janvier   | @ La Nouvelle-Orléans | D 96-101       | Andrew Wiggins (21)   | Kevon Looney (9)     | Andre Iguodala (7)  | Smoothie King Center 15 986     | 29 - 9  |
| 39    | 9 janvier   | Cleveland             | V 96-82        | Stephen Curry (28)    | Kevon Looney (18)    | Curry, Iguodala (5) | Chase Center 18 064             | 30 - 9  |
| 40    | 11 janvier  | @ Memphis             | D 108-116      | Stephen Curry (27)    | Stephen Curry (10)   | Stephen Curry (10)  | FedExForum 17 794               | 30 - 10 |
| 41    | 13 janvier  | @ Milwaukee           | D 99-118       | Andrew Wiggins (16)   | Stephen Curry (8)    | Chiozza, Curry (4)  | Fiserv Forum 17 848             | 30 - 11 |
| 42    | 14 janvier  | @ Chicago             | V 138-96       | Jonathan Kuminga (25) | Kevon Looney (12)    | Nemanja Bjelica (7) | United Center 21 174            | 31 - 11 |
| 43    | 16 janvier  | @ Minnesota           | D 99-119       | Jordan Poole (20)     | Kevon Looney (12)    | Porter, Wiggins (4) | Target Center 17 136            | 31 - 12 |
| 44    | 18 janvier  | Détroit               | V 102-86       | Klay Thompson (21)    | Kuminga, Looney (10) | Stephen Curry (8)   | Chase Center 18 064             | 32 - 12 |
| 45    | 20 janvier  | Indiana               | D 117-121 (OT) | Stephen Curry (39)    | Kevon Looney (15)    | Stephen Curry (8)   | Chase Center 18 064             | 32 - 13 |
| 46    | 21 janvier  | Houston               | V 105-103      | Stephen Curry (22)    | Kevon Looney (12)    | Stephen Curry (12)  | Chase Center 18 064             | 33 - 13 |
| 47    | 23 janvier  | Utah                  | V 94-92        | Jordan Poole (20)     | Otto Porter (8)      | Stephen Curry (6)   | Chase Center 18 064             | 34 - 13 |
| 48    | 25 janvier  | Dallas                | V 130-92       | Jonathan Kuminga (22) | Nemanja Bjelica (10) | Stephen Curry (7)   | Chase Center 18 064             | 35 - 13 |
| 49    | 27 janvier  | Minnesota             | V 124-115      | Stephen Curry (29)    | Curry, Payton II (8) | Bjelica, Curry (6)  | Chase Center 18 064             | 36 - 13 |
| 50    | 29 janvier  | Brooklyn              | V 110-106      | Andrew Wiggins (24)   | Kevon Looney (15)    | Stephen Curry (8)   | Chase Center 18 064             | 37 - 13 |
| 51    | 31 janvier  | @ Houston             | V 122-108      | Stephen Curry (40)    | Kevon Looney (14)    | Stephen Curry (9)   | Toyota Center 16 146            | 38 - 13 |

| Match                  | Date match  | Équipe          | Score     | Meilleur marqueur    | Meilleur rebondeur    | Meilleur passeur          | Lieux Spectateurs              | Série   |
| ---------------------- | ----------- | --------------- | --------- | -------------------- | --------------------- | ------------------------- | ------------------------------ | ------- |
| 52                     | 1er février | @ San Antonio   | V 124-120 | Jordan Poole (31)    | Kevon Looney (12)     | Juan Toscano-Anderson (7) | AT&T Center 17 070             | 39 - 13 |
| 53                     | 3 février   | Sacramento      | V 126-114 | Klay Thompson (23)   | Kuminga, Looney (7)   | Curry, Thompson (7)       | Chase Center 18 064            | 40 - 13 |
| 54                     | 7 février   | @ Oklahoma City | V 110-98  | Klay Thompson (21)   | Stephen Curry (9)     | Stephen Curry (10)        | Paycom Center 17 009           | 41 - 13 |
| 55                     | 9 février   | @ Utah          | D 85-111  | Jordan Poole (18)    | Curry, Looney (7)     | Andrew Wiggins (4)        | Vivint Smart Home Arena 18 306 | 41 - 14 |
| 56                     | 10 février  | New York        | D 114-116 | Stephen Curry (35)   | Thompson, Wiggins (7) | Stephen Curry (10)        | Chase Center 18 064            | 41 - 15 |
| 57                     | 12 février  | L.A. Lakers     | V 117-115 | Klay Thompson (33)   | Kevon Looney (12)     | Stephen Curry (8)         | Chase Center 18 064            | 42 - 15 |
| 58                     | 14 février  | @ L.A. Clippers | D 104-119 | Stephen Curry (33)   | Otto Porter (8)       | Kevon Looney (5)          | Crypto.com Arena 19 068        | 42 - 16 |
| 59                     | 16 février  | Denver          | D 116-117 | Stephen Curry (25)   | Kevon Looney (9)      | Stephen Curry (6)         | Chase Center 18 064            | 42 - 17 |
| NBA All-Star Game 2022 |             |                 |           |                      |                       |                           |                                |         |
| 60                     | 24 février  | @ Portland      | V 132-95  | Curry, Thompson (18) | Jonathan Kuminga (8)  | Stephen Curry (14)        | Moda Center 20 098             | 43 - 17 |
| 61                     | 27 février  | Dallas          | D 101-107 | Stephen Curry (27)   | Kevon Looney (10)     | Stephen Curry (10)        | Chase Center 18 064            | 43 - 18 |

| Match | Date match | Équipe        | Score     | Meilleur marqueur     | Meilleur rebondeur    | Meilleur passeur            | Lieux Spectateurs               | Série   |
| ----- | ---------- | ------------- | --------- | --------------------- | --------------------- | --------------------------- | ------------------------------- | ------- |
| 62    | 1er mars   | @ Minnesota   | D 114-129 | Stephen Curry (34)    | Looney, Wiggins (7)   | Kevon Looney (5)            | Target Center 17 136            | 43 - 19 |
| 63    | 3 mars     | @ Dallas      | D 113-122 | Jordan Poole (23)     | Kevon Looney (9)      | Stephen Curry (9)           | American Airlines Center 20 229 | 43 - 20 |
| 64    | 5 mars     | @ L.A. Lakers | D 116-124 | Stephen Curry (30)    | Otto Porter (10)      | Poole, Toscano-Anderson (5) | Crypto.com Arena 18 997         | 43 - 21 |
| 65    | 7 mars     | @ Denver      | D 124-131 | Jordan Poole (32)     | Kevon Looney (11)     | Chris Chiozza (8)           | Ball Arena 19 542               | 43 - 22 |
| 66    | 8 mars     | L.A. Clippers | V 112-97  | Jonathan Kuminga (21) | Andrew Wiggins (11)   | Kuminga, Looney (6)         | Chase Center 18 064             | 44 - 22 |
| 67    | 10 mars    | @ Denver      | V 113-102 | Stephen Curry (34)    | Stephen Curry (9)     | Jordan Poole (7)            | Ball Arena 19 520               | 45 - 22 |
| 68    | 12 mars    | Milwaukee     | V 122-109 | Klay Thompson (38)    | Jonathan Kuminga (11) | Stephen Curry (8)           | Chase Center 18 064             | 46 - 22 |
| 69    | 14 mars    | Washington    | V 126-112 | Stephen Curry (47)    | Jonathan Kuminga (8)  | Curry, Green (6)            | Chase Center 18 064             | 47 - 22 |
| 70    | 16 mars    | Boston        | D 88-110  | Jordan Poole (29)     | Green, Looney (8)     | Kevon Looney (4)            | Chase Center 18 064             | 47 - 23 |
| 71    | 20 mars    | San Antonio   | D 108-110 | Jordan Poole (28)     | Otto Porter (16)      | Nemanja Bjelica (6)         | Chase Center 18 064             | 47 - 24 |
| 72    | 22 mars    | @ Orlando     | D 90-94   | Jordan Poole (26)     | Otto Porter (15)      | Draymond Green (7)          | Amway Center 17 164             | 47 - 25 |
| 73    | 23 mars    | @ Miami       | V 118-104 | Jordan Poole (30)     | Kevon Looney (16)     | Jordan Poole (9)            | FTX Arena 19 600                | 48 - 25 |
| 74    | 25 mars    | @ Atlanta     | D 110-121 | Klay Thompson (37)    | Kevon Looney (8)      | Jordan Poole (10)           | State Farm Arena 17 724         | 48 - 26 |
| 75    | 27 mars    | @ Washington  | D 115-123 | Jordan Poole (26)     | Otto Porter (11)      | Draymond Green (6)          | Capital One Arena 24 760        | 48 - 27 |
| 76    | 28 mars    | @ Memphis     | D 95-123  | Jordan Poole (25)     | Jonathan Kuminga (7)  | Jonathan Kuminga (4)        | FedExForum 17 011               | 48 - 28 |
| 77    | 30 mars    | Phoenix       | D 103-107 | Jordan Poole (38)     | Draymond Green (10)   | Green, Poole (7)            | Chase Center 18 064             | 48 - 29 |

| Match | Date match | Équipe                | Score     | Meilleur marqueur   | Meilleur rebondeur   | Meilleur passeur    | Lieux Spectateurs           | Série   |
| ----- | ---------- | --------------------- | --------- | ------------------- | -------------------- | ------------------- | --------------------------- | ------- |
| 78    | 2 avril    | Utah                  | V 111-107 | Klay Thompson (36)  | Draymond Green (9)   | Draymond Green (7)  | Chase Center 18 064         | 49 - 29 |
| 79    | 3 avril    | @ Sacramento          | V 109-90  | Andrew Wiggins (25) | Nemanja Bjelica (12) | Nemanja Bjelica (6) | Golden 1 Center 17 583      | 50 - 29 |
| 80    | 7 avril    | L.A. Lakers           | V 128-112 | Klay Thompson (33)  | Otto Porter (8)      | Jordan Poole (11)   | Chase Center 18 064         | 51 - 29 |
| 81    | 9 avril    | @ San Antonio         | V 100-94  | Kuminga, Poole (18) | Draymond Green (13)  | Green, Poole (8)    | AT&T Center 18 627          | 52 - 29 |
| 82    | 10 avril   | @ La Nouvelle-Orléans | V 128-107 | Klay Thompson (41)  | Nemanja Bjelica (7)  | Nemanja Bjelica (7) | Smoothie King Center 16 595 | 53 - 29 |

### Playoffs
| Playoffs Total: 16-6 (Domicile : 11-1; Extérieur : 5-5) |

| Match | Date match | Équipe   | Score     | Meilleur marqueur  | Meilleur rebondeur  | Meilleur passeur    | Lieux Spectateurs   | Série |
| ----- | ---------- | -------- | --------- | ------------------ | ------------------- | ------------------- | ------------------- | ----- |
| 1     | 16 avril   | Denver   | V 123-107 | Jordan Poole (30)  | Andrew Wiggins (9)  | Draymond Green (9)  | Chase Center 18 064 | 1 - 0 |
| 2     | 18 avril   | Denver   | V 126-106 | Stephen Curry (34) | Andrew Wiggins (8)  | Jordan Poole (8)    | Chase Center 18 064 | 2 - 0 |
| 3     | 21 avril   | @ Denver | V 118-113 | Curry, Poole (27)  | Andrew Wiggins (6)  | Draymond Green (10) | Ball Arena 19 627   | 3 - 0 |
| 4     | 24 avril   | @ Denver | D 121-126 | Stephen Curry (33) | Draymond Green (11) | Jordan Poole (9)    | Ball Arena 19 628   | 3 - 1 |
| 5     | 27 avril   | Denver   | V 102-98  | Stephen Curry (30) | Klay Thompson (9)   | Draymond Green (6)  | Chase Center 18 064 | 4 - 1 |

| Match | Date match | Équipe    | Score     | Meilleur marqueur  | Meilleur rebondeur  | Meilleur passeur   | Lieux Spectateurs   | Série |
| ----- | ---------- | --------- | --------- | ------------------ | ------------------- | ------------------ | ------------------- | ----- |
| 1     | 1er mai    | @ Memphis | V 117-116 | Jordan Poole (31)  | Trois joueurs (8)   | Jordan Poole (9)   | FedExForum 17 794   | 1 - 0 |
| 2     | 3 mai      | @ Memphis | D 101-106 | Stephen Curry (27) | Draymond Green (10) | Stephen Curry (8)  | FedExForum 17 794   | 1 - 1 |
| 3     | 7 mai      | Memphis   | V 142-112 | Stephen Curry (30) | Klay Thompson (9)   | Draymond Green (8) | Chase Center 18 064 | 2 - 1 |
| 4     | 9 mai      | Memphis   | V 101-98  | Stephen Curry (32) | Draymond Green (11) | Stephen Curry (8)  | Chase Center 18 064 | 3 - 1 |
| 5     | 11 mai     | @ Memphis | D 95-134  | Klay Thompson (19) | Draymond Green (7)  | Draymond Green (5) | FedExForum 17 794   | 3 - 2 |
| 6     | 13 mai     | Memphis   | V 110-96  | Klay Thompson (30) | Kevon Looney (22)   | Draymond Green (8) | Chase Center 18 064 | 4 - 2 |

| Match | Date match | Équipe   | Score     | Meilleur marqueur  | Meilleur rebondeur   | Meilleur passeur   | Lieux Spectateurs               | Série |
| ----- | ---------- | -------- | --------- | ------------------ | -------------------- | ------------------ | ------------------------------- | ----- |
| 1     | 18 mai     | Dallas   | V 112-87  | Stephen Curry (21) | Stephen Curry (12)   | Trois joueurs (4)  | Chase Center 18 064             | 1 - 0 |
| 2     | 20 mai     | Dallas   | V 126-117 | Stephen Curry (32) | Kevon Looney (12)    | Cinq joueurs (5)   | Chase Center 18 064             | 2 - 0 |
| 3     | 22 mai     | @ Dallas | V 109-100 | Stephen Curry (31) | Kevon Looney (12)    | Stephen Curry (11) | American Airlines Center 20 813 | 3 - 0 |
| 4     | 24 mai     | @ Dallas | D 109-119 | Stephen Curry (20) | Jonathan Kuminga (8) | Stephen Curry (8)  | American Airlines Center 20 810 | 3 - 1 |
| 5     | 26 mai     | Dallas   | V 120-110 | Klay Thompson (32) | Kevon Looney (18)    | Curry, Green (9)   | Chase Center 18 064             | 4 - 1 |

| Match | Date match | Équipe   | Score     | Meilleur marqueur   | Meilleur rebondeur  | Meilleur passeur   | Lieux Spectateurs   | Série |
| ----- | ---------- | -------- | --------- | ------------------- | ------------------- | ------------------ | ------------------- | ----- |
| 1     | 2 juin     | Boston   | D 108-120 | Stephen Curry (34)  | Draymond Green (11) | Trois joueurs (5)  | Chase Center 18 064 | 0 - 1 |
| 2     | 5 juin     | Boston   | V 107-88  | Stephen Curry (29)  | Kevon Looney (7)    | Draymond Green (7) | Chase Center 18 064 | 1 - 1 |
| 3     | 8 juin     | @ Boston | D 100-116 | Stephen Curry (31)  | Looney, Wiggins (7) | Otto Porter (4)    | TD Garden 19 156    | 1 - 2 |
| 4     | 10 juin    | @ Boston | V 107-97  | Stephen Curry (43)  | Andrew Wiggins (16) | Draymond Green (8) | TD Garden 19 156    | 2 - 2 |
| 5     | 13 juin    | Boston   | V 104-94  | Andrew Wiggins (26) | Andrew Wiggins (13) | Stephen Curry (8)  | Chase Center 18 064 | 3 - 2 |
| 6     | 16 juin    | @ Boston | V 103-90  | Stephen Curry (34)  | Draymond Green (12) | Draymond Green (8) | TD Garden 19 156    | 4 - 2 |

### Confrontations en saison régulière
| Conférence Est      | Conférence Est                              | Conférence Est                              | Conférence Ouest                            | Conférence Ouest                            | Conférence Ouest                            | Conférence Ouest                            | Conférence Ouest                            |
| Division Atlantique | Division Atlantique                         | Division Atlantique                         | Division Nord-Ouest                         | Division Nord-Ouest                         | Division Nord-Ouest                         | Division Nord-Ouest                         | Division Nord-Ouest                         |
| Équipe              | Domicile                                    | Extérieur                                   | Équipe                                      | Domicile                                    | Domicile                                    | Extérieur                                   | Extérieur                                   |
| ------------------- | ------------------------------------------- | ------------------------------------------- | ------------------------------------------- | ------------------------------------------- | ------------------------------------------- | ------------------------------------------- | ------------------------------------------- |
| Boston              | 88-110                                      | 111-107                                     | Denver                                      | 86-89                                       | 116-117                                     | 124-131                                     | 113-102                                     |
| Brooklyn            | 110-106                                     | 117-99                                      | Minnesota                                   | 123-110                                     | 124-115                                     | 99-119                                      | 114-129                                     |
| New York            | 114-116                                     | 105-96                                      | Oklahoma City                               | 103-82                                      |                                             | 106-98                                      | 110-98                                      |
| Philadelphie        | 116-96                                      | 93-102                                      | Portland                                    | 118-103                                     | 104-94                                      | 132-95                                      |                                             |
| Toronto             | 119-104                                     | 100-119                                     | Utah                                        | 94-92                                       | 111-107                                     | 123-116                                     | 85-111                                      |
|                     | 3-2                                         | 3-2                                         |                                             | 7-2                                         | 7-2                                         | 5-4                                         | 5-4                                         |
| Division            | 6-4                                         | 6-4                                         | Division                                    | 12-6                                        | 12-6                                        | 12-6                                        | 12-6                                        |
| Division Centrale   | Division Centrale                           | Division Centrale                           | Division Pacifique                          | Division Pacifique                          | Division Pacifique                          | Division Pacifique                          | Division Pacifique                          |
| Équipe              | Domicile                                    | Extérieur                                   | Équipe                                      | Domicile                                    | Domicile                                    | Extérieur                                   | Extérieur                                   |
| Chicago             | 119-93                                      | 138-96                                      |                                             |                                             |                                             |                                             |                                             |
| Cleveland           | 96-82                                       | 104-89                                      | L.A. Clippers                               | 115-113                                     | 112-97                                      | 105-90                                      | 104-119                                     |
| Detroit             | 102-86                                      | 105-102                                     | L.A. Lakers                                 | 117-115                                     | 128-112                                     | 121-114                                     | 116-124                                     |
| Indiana             | 117-121 (OT)                                | 102-100                                     | Phoenix                                     | 118-96                                      | 103-107                                     | 96-104                                      | 116-107                                     |
| Milwaukee           | 122-109                                     | 99-118                                      | Sacramento                                  | 113-98                                      | 126-114                                     | 119-107                                     | 109-90                                      |
|                     | 4-1                                         | 4-1                                         |                                             | 7-1                                         | 7-1                                         | 5-3                                         | 5-3                                         |
| Division            | 8-2                                         | 8-2                                         | Division                                    | 12-4                                        | 12-4                                        | 12-4                                        | 12-4                                        |
| Division Sud-Est    | Division Sud-Est                            | Division Sud-Est                            | Division Sud-Ouest                          | Division Sud-Ouest                          | Division Sud-Ouest                          | Division Sud-Ouest                          | Division Sud-Ouest                          |
| Équipe              | Domicile                                    | Extérieur                                   | Équipe                                      | Domicile                                    | Domicile                                    | Extérieur                                   | Extérieur                                   |
| Atlanta             | 127-113                                     | 110-121                                     | Dallas                                      | 130-92                                      | 101-107                                     | 82-99                                       | 113-122                                     |
| Charlotte           | 114-92                                      | 102-106                                     | Houston                                     | 120-107                                     | 105-103                                     | 122-108                                     |                                             |
| Miami               | 115-108                                     | 118-104                                     | Memphis                                     | 101-104 (OT)                                | 113-104                                     | 108-116                                     | 95-123                                      |
| Orlando             | 126-95                                      | 90-94                                       | New Orleans                                 | 126-85                                      |                                             | 96-101                                      | 128-107                                     |
| Washington          | 126-112                                     | 115-123                                     | San Antonio                                 | 107-112                                     | 108-110                                     | 124-120                                     | 100-94                                      |
|                     | 5-0                                         | 1-4                                         |                                             | 6-3                                         | 6-3                                         | 4-5                                         | 4-5                                         |
| Division            | 6-4                                         | 6-4                                         | Division                                    | 10-8                                        | 10-8                                        | 10-8                                        | 10-8                                        |
| Conférence          | 20-10 (Domicile : 12-3; Extérieur : 8-7)    | 20-10 (Domicile : 12-3; Extérieur : 8-7)    | Conférence                                  | 33-19 (Domicile : 19-7; Extérieur : 14-12)  | 33-19 (Domicile : 19-7; Extérieur : 14-12)  | 33-19 (Domicile : 19-7; Extérieur : 14-12)  | 33-19 (Domicile : 19-7; Extérieur : 14-12)  |
| Total               | 53-29 (Domicile : 31-10; Extérieur : 22-19) | 53-29 (Domicile : 31-10; Extérieur : 22-19) | 53-29 (Domicile : 31-10; Extérieur : 22-19) | 53-29 (Domicile : 31-10; Extérieur : 22-19) | 53-29 (Domicile : 31-10; Extérieur : 22-19) | 53-29 (Domicile : 31-10; Extérieur : 22-19) | 53-29 (Domicile : 31-10; Extérieur : 22-19) |

## Classements
| Conférence Ouest | Conférence Ouest                    | Conférence Ouest | Conférence Ouest | Conférence Ouest | Conférence Ouest | Conférence Ouest | Conférence Ouest |
| No               | Franchise                           | Vic.             | Def.             | MJ               | V/D              | GB               |                  |
| ---------------- | ----------------------------------- | ---------------- | ---------------- | ---------------- | ---------------- | ---------------- | ---------------- |
| 1                | z - Suns de Phoenix                 | 64               | 18               | 82               | .780             | –                |                  |
| 2                | y - Grizzlies de Memphis            | 56               | 26               | 82               | .683             | 8                |                  |
| 3                | x - Warriors de Golden State        | 53               | 29               | 82               | .646             | 11               |                  |
| 4                | x - Mavericks de Dallas             | 52               | 30               | 82               | .634             | 12               |                  |
| 5                | y - Jazz de l'Utah                  | 49               | 33               | 82               | .598             | 15               |                  |
| 6                | x - Nuggets de Denver               | 48               | 34               | 82               | .585             | 16               |                  |
|                  |                                     |                  |                  |                  |                  |                  |                  |
| 7                | x - Timberwolves du Minnesota       | 46               | 36               | 82               | .561             | 18               |                  |
| 8                | pi - Clippers de Los Angeles        | 42               | 40               | 82               | .512             | 22               |                  |
| 9                | x - Pelicans de La Nouvelle-Orléans | 36               | 46               | 82               | .439             | 28               |                  |
| 10               | pi - Spurs de San Antonio           | 34               | 48               | 82               | .415             | 30               |                  |
|                  |                                     |                  |                  |                  |                  |                  |                  |
| 11               | o - Lakers de Los Angeles           | 33               | 49               | 82               | .402             | 31               |                  |
| 12               | o - Kings de Sacramento             | 30               | 52               | 82               | .366             | 34               |                  |
| 13               | o - Trail Blazers de Portland       | 27               | 55               | 82               | .329             | 37               |                  |
| 14               | o - Thunder d'Oklahoma City         | 24               | 58               | 82               | .293             | 40               |                  |
| 15               | o - Rockets de Houston              | 20               | 62               | 82               | .244             | 44               |                  |

| Division Pacifique           | V  | D  | MJ | V/D  | GB | Dom   | Ext   | Div  |
| ---------------------------- | -- | -- | -- | ---- | -- | ----- | ----- | ---- |
| z - Suns de Phoenix          | 64 | 18 | 82 | .780 | –  | 32–9  | 32–9  | 10–6 |
| x - Warriors de Golden State | 53 | 29 | 82 | .646 | 11 | 31–10 | 22–19 | 12–4 |
| o - Clippers de Los Angeles  | 42 | 40 | 82 | .512 | 22 | 25–16 | 17–24 | 9–7  |
| o - Lakers de Los Angeles    | 33 | 49 | 82 | .402 | 31 | 21–20 | 12–29 | 3–13 |
| o - Kings de Sacramento      | 30 | 52 | 82 | .366 | 34 | 16–25 | 14–27 | 6–10 |